# Braham (Minnesota)

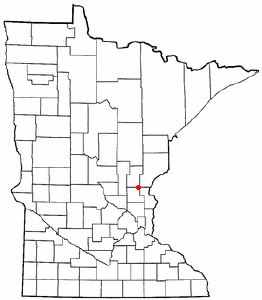
Localización en el estado.

Braham es una población a caballo entre los condados de Kanabec y de Isanti Minnesota, Estados Unidos de América.

## Geografía
Según la Oficina del Censo de los Estados Unidos la ciudad tiene un tamaño de 3,3 kilómetros cuadrados.

## Demografía
El censo realizado en el año 2000, verificó 1276 habitantes, 511 casas, y 331 familias que vivían en la ciudad. La densidad de población era de 391 habitantes por kilómetro cuadrado. Había 566 casas, con una densidad de 173,4 por km². La composición racial de la ciudad era de 97'18% de blancos, 0'31% negros, 0'94% nativos americanos, 0'31% asiáticos, 1'25% mestizos y 0'24% de hispanos. 
Había 511 casas, en las cuales el 37'8% de las familias tenían hijos de menos de 18 años que vivía con ellos, el 44'8% eran casados y parejas, el 15'1% tenía a mujeres solteras, y el 35'2% no eran familias. El 29'7% de todas las casas estaban ocupadas por inquilinos individuales y el 16'8% estaban habitadas por personas mayores de 65 años. 
La renta media para una persona en la ciudad fue de 34.830 dólares, y para una familia fue de 43.229$. Los hombres tuviéron una renta media de 34.455 dólares, y las mujeres tuvieron un renta media de 22.750$. La renta por persona de la ciudad fue de 16.693 $. Cerca del 13'1% de las familias y el 14'0% de la población estaba bajo el umbral de la pobreza.

## La Fiesta de los Pasteles
Braham es la capital de los pasteles de Minnesota. Todos los años, el primer viernes de agosto, la gente de Braham celebra el "Día del Pastel". Esta celebración incluye ventas de arte, música, comidas, juegos, y espectáculos. El día termina usualmente con un baile en la calle y la gente habla de sus experiencias del día.

## Campeones de Baloncesto precedentes de Braham
El equipo de baloncesto de Braham, los Bombarderos, fue nombrando para la dominación del corte de baloncesto. Ganó tres campeonatos del rango AA. El entrenador, Robert Vaughan, "El Hombre Impedido," encabezó a los Bombarderos en su tres campeonatos, y es profesor de la escuela de Braham.
Sus jugadores famosos incluyen a Noah Dahlman, un rebotador destacado del estado de Minnesota, e Isaiah Dahlman, un rematador famoso, quien juega para los Spartans del Estado de Michigan. Su primer daño en tres años tuvo lugar el 22 de Marzo de 2007 con una victoria ante Maple River, la puntuación fue de 59 a 68.

## Hijos ilustres
- Marlene Johnson: Primera mujer Gobernadora Lugarteniente de Minnesota.